# Наёмник (фильм, 2016)
Наёмник (фр. Mercenary) — французская кинодрама 2016 года, полнометражный режиссёрский дебют Саши Вольффа. Лента была представлена в программе «Двухнедельника режиссеров» на 69-м Каннском кинофестивале, где получила награду Europa Cinemas Label.

## Сюжет
Суан, 19-летний представитель местной народности с Новой Каледонии вопреки желанию отца отправляется во Францию, чтобы стать игроком в регби. Живя в другой части земного шара, парень узнает, что за успех приходится платить иногда слишком высокую цену.